# 나카무라 유키마사
나카무라 유키마사(일본어: 中村 行成, 1972년 8월 8일~)는 일본의 유도 선수, 지도자로 1996년 하계 올림픽 하프라이트급 은메달을 획득했다. 형인 요시오와 동생인 겐조도 일본 국가대표 유도 선수로 활동하여 "나카무라 3형제(中村三兄弟)"로 알려져 있다.